# Bagisara avangareza
Bagisara avangareza là một loài bướm đêm trong họ Noctuidae.